# Microregione di Cotegipe
Cotegipe è una microregione dello Stato di Bahia in Brasile, appartenente alla mesoregione di Extremo Oeste Baiano.

## Comuni
Comprende 8 municipi:
- Angical
- Brejolândia
- Cotegipe
- Cristópolis
- Mansidão
- Santa Rita de Cássia
- Tabocas do Brejo Velho
- Wanderley